# Donji Škrnik
Donji Škrnik falu Horvátországban Krapina-Zagorje megyében. Közigazgatásilag Kumrovechez tartozik.

## Fekvése
Zágrábtól 40 km-re, községközpontjától 2 km-re északnyugatra, a Horvát Zagorje északnyugati részén, a szlovén határ közelében fekszik.

## Története
A településnek 1857-ben 272, 1910-ben 382 lakosa volt. Trianonig Varasd vármegye Klanjeci járásához tartozott. A településnek 2001-ben 200 lakosa volt.

## Külső hivatkozások
Kumrovec község hivatalos oldala